# 奈洪什哈里乌帕齐拉
奈洪什哈里乌帕齐拉是孟加拉国班多爾班縣的一个乌帕齐拉，位於吉大港专区的班多爾班縣。。

## 人口
據1991年孟加拉國人口普查，奈洪什哈里共有戶數6,882戶，人口38,350人。其中男性佔比53.26%，女性佔比46.74%；成年人口18,754人。該地7歲以上人口之平均識字率為20.2%。